# Aporobopyrus oviformis
Aporobopyrus oviformis is een pissebed uit de familie Bopyridae. De wetenschappelijke naam van de soort is voor het eerst geldig gepubliceerd in 1934 door Sueo M. Shiino.